# Eumastax poultoni
Eumastax poultoni är en insektsart som beskrevs av Burr 1899. Eumastax poultoni ingår i släktet Eumastax och familjen Eumastacidae. Inga underarter finns listade i Catalogue of Life.